# Xestia janakpura
Xestia janakpura là một loài bướm đêm trong họ Noctuidae.